# El Día (Canarias)
El Día es un diario español editado en Santa Cruz de Tenerife por la Editorial Leoncio Rodríguez. Publicado por primera vez el 15 de febrero de 1939, es sucesor de La Prensa, fundada por Leoncio Rodríguez. Según el EGM, es el periódico en promedio con más lectores diarios de Canarias.
Durante la dictadura franquista fue órgano del Movimiento Nacional Sindicalista. La sección deportiva se llama «Jornada», que anteriormente existía como cabecera independiente.
En febrero de 2019 se anunció la compra de una participación mayoritaria de las acciones por parte del grupo Editorial Prensa Ibérica.

## Línea editorial
Tras una etapa en la que defendía la españolidad de Canarias, en 2008 se produjo un viraje hacia posiciones independentistas, representadas por una línea insularista muy agresiva contra la isla de Gran Canaria, si bien se siguió exaltando al Ejército español.
Algunos de sus editoriales durante años mostraron su apoyo a tesis soberanistas, llegando el periódico a afirmar: «no podemos consentir que los canarios continuemos con la nacionalidad española; con documento nacional de identidad y pasaporte español».
El Parlamento de Canarias aprobó por unanimidad en sesión del 24 de septiembre de 2008 una declaración institucional en la que manifestó «su firme rechazo ante los ataques a la unidad de los canarios y la dignidad de la isla de Gran Canaria, y sus ciudadanos, así como a las ideas xenófobas y a la incitación a la subversión del orden constitucional, que reiteradamente se defienden en el editorial del periódico El Día».

## Directores
- Leoncio Rodríguez González (1939-1953)
- Rufo Gamazo Rico (1953-1958)
- Ernesto Salcedo Vílchez (1958-1978)
- Francisco Ayala Armas (1978)
- José Manuel de Pablos Coello (1978-1985)
- José Rodríguez Ramírez (1985-2014)
- Mercedes Rodríguez Rodríguez (2014-2019)
- Joaquín Catalán Ramos (desde 2019)